# Forêt de Sainte-Apolline
La forêt de Sainte-Apolline  est une forêt départementale située dans les Yvelines en France.  Couvrant une superficie de 297 hectares, elle s'étend principalement sur la commune de Plaisir et secondairement (environ 10 %) sur celle de Neauphle-le-Château. Elle est formée principalement de futaie de chênes rouvres et de taillis de châtaigniers.
Cette forêt se trouve sur un plateau élevé, entre 150 et 170 mètres d'altitude, dominant la plaine de Versailles au nord et la dépression du ru d'Élancourt au sud, et qui se prolonge vers l'ouest par le site historique de Neauphle-le-Château et vers l'est jusqu'à la forêt de Bois-d'Arcy dont elle est séparée par le quartier des Gâtines. Ce plateau, entaillé de quelques vallées s'ouvrant vers le nord, constitue une butte-témoin constituée d'une couche de meulière de Montmorency (Stampien supérieur ou Chattien) surmontant des sables et grès de Fontainebleau (Stampien ou Rupélien). 
Elle est limitée au sud-est par le nouveau tracé de la route nationale 12, au sud-ouest et à l'ouest par la RD 134 qui permet d'accéder aux principales routes forestières, à l'est et au nord-ouest par des terres agricoles et au nord par une zone d'habitat individuel. Le sentier de grande randonnée GR 11 (tour de l'Île-de-France) la traverse d'est en ouest en suivant approximativement sa lisière nord.
Le ru de Sainte Apolline prend sa source dans la forêt. Il se jette dans le Maldroit à Plaisir qui est un affluent de la Mauldre.

## Toponymie
Au XIIIe siècle des moines y bâtirent une chapelle en l'honneur de sainte Apolline. La chapelle aurait abrité une partie de ses reliques, un vecteur d'attractivité pendant plusieurs siècles pour des pèlerins. Détruite au XVIIIe siècle, son emplacement est marqué par une allée de six tilleuls plantés au XVIIIe siècle, encore visibles aujourd'hui. 

## Protection de la nature
Les 297 hectares de la forêt de Sainte-Apolline sont classés espace naturel sensible (ENS) par le département des Yvelines. Un parcours d’orientation adulte et un enfant y ont été créés.
La forêt est également classée Zone Naturelle d'Intérêt Ecologique, Faunistique et Floristique (ZNIEFF).
On peut en particulier y rencontrer le Loriot d’Europe.